# Penthesilea (opéra)
Penthesilea est un opéra du compositeur français Pascal Dusapin sur un livret écrit par le compositeur et Beate Haeckl, créé à Bruxelles en 2015. L'histoire est adaptée de la pièce Penthésilée de 1807 de Heinrich von Kleist.

## Historique
Le septième opéra du compositeur Pascal Dusapin est une adaptation de la pièce de Heinrich von Kleist, tirée du mythe antique de l'amazone Penthésilée, par le compositeur et Beate Haeckl. La pièce est réécrite pour simplifier l'action, mais également la langue.
Penthesilea est créé le 31 mars 2015 à La Monnaie de Bruxelles sous la direction de Franck Ollu (déjà créateur de Passion, autre opéra du compositeur, en 2008) et dans une mise en scène de Pierre Audi, des décors de Berlinde De Bruyckere et Mirjam Devriendt pour les vidéos projetées. L'opéra fait alors l'objet d'un enregistrement paru en 2019. Il est ensuite représenté en création française avec la même distribution en septembre 2015 à l'Opéra de Strasbourg.
L'opéra est monté en concert dans une nouvelle production en novembre 2020 sous la direction de Ariane Matiakh avec l'Orchestre de Paris et le chœur Accentus, Christel Loetzsch dans le rôle principal, à la Cité de la musique.

## Description
Penthesilea est un opéra en un prologue, onze scènes et épilogue en allemand d'une durée d'une heure et quarante cinq minutes environ. L'instrumentation de la partition fait intervenir plus de soixante musiciens et un dispositif électronique. La musique de Penthesilea est conçue comme un « continuum vocal », donnant ainsi une forte place au chant et à la dimension lyrique. Les chanteurs emploient de multiples formes vocales, comme le cri, le Sprechgesang, le parlé, le récitatif, etc.

### Rôles
| Personnage             | Tessiture     | Créateur            |
| ---------------------- | ------------- | ------------------- |
| Penthésilée            | mezzo-soprano | Natascha Petrinsky  |
| Achille                | baryton       | Georg Nigl          |
| Prothoé, la confidente |               | Marisol Montalvo    |
| Grande Prêtresse       |               | Ève-Maud Hubeaux    |
| Ulysse                 |               | Werner van Mechelen |

### Instrumentation
- Bois : 3 flûtes, 2 hautbois, 2 clarinettes, 2 bassons ;
- cuivres : 3 cors, 2 trompettes, 2 trombones, tuba ;
- cymbalum, 2 percussionnistes, harpe ;
- cordes :12 violons, 10 violons II, 8 altos, 6 violoncelles, 6 contrebasses[6].

## Enregistrement
- Natascha Petrinsky, Marisol Montalvo, Georg Nigl, Werner Van Mechelen, Ève-Maud Hubeaux, Wiard Witholt, Yaroslava Kozina, Marta Beretta. Orchestre symphonique et chœurs de La Monnaie, dir. Franck Ollu, 2019, 2CD, Cyprès CYP4654 419[2].